# Лемдяйське сільське поселення
Лемдя́йське сільське поселення (рос. Лемдяйское сельское поселение) — муніципальне утворення у складі Старошайговського району Мордовії, Росія. Адміністративний центр — село Лемдяй.

## Населення
Населення — 536 осіб (2019, 651 у 2010, 699 у 2002).

## Склад
До складу поселення входять такі населені пункти:
| Населений пункт  | Населення, осіб (2002) | Населення, осіб (2010) |
| ---------------- | ---------------------- | ---------------------- |
| Лемдяй, село     | 602                    | 566                    |
| Ніколаєвка, село | 97                     | 85                     |